# Väinö Kokkinen
Väinö Kokkinen (Hollola, Päijänne Tavastia, 25 de novembro de 1899 — Kouvola, Kymenlaakso, 27 de agosto de 1967) foi um lutador de luta greco-romana finlandês.

## Carreira
Foi vencedor da medalha de ouro na categoria de 67,5-75 kg em Amsterdã 1928.
Foi vencedor da medalha de ouro na categoria de 72-79 kg em Los Angeles 1932.